# Lluís Costa i Fernández
Lluís Costa i Fernández (Girona, 1959) és un historiador i arxiver català. Va doctorar en Història a la Universitat de Girona i hi va esdevenir catedràtic, especialitzat en arxivística, història de la comunicació i les seves relacions amb la societat. Inicià la seva trajectòria professional en l'àmbit de la Història com a director dels arxius municipals de Begur i de Sils, on publicà diversos articles i llibres de temàtica arxivística.
Ha publicat diversos llibres com ara Arxius i recerca històrica (1994), La dictadura de Primo de Rivera (1923-1930) (1995), El Autonomista: el diari dels Rahola. Els orígens del periodisme modern a Girona (1898-1939) (2000).
Ha dirigit l'obra col·lectiva Història de Girona on durant 10 anys han participat especialistes de diferents àmbits actualitzant el coneixement històric de la ciutat de Girona. Es va publicar l'any 2000 i a partir de l'any 2001 s'inicià una revisió de l'obra que sortí publicada el 2006.
Actualment és professor a la Universitat de Girona en els graus de Comunicació Cultural, Publicitat i Relacions Públiques i en el màster de Comunicació i Estudis Culturals.